# سينثيا ستيفنسون
سينثيا ستيفنسون (بالإنجليزية: Cynthia Stevenson)‏ (مواليد 2 أغسطس 1962) ممثلة أمريكية كندية .

## روابط خارجية
- سينثيا ستيفنسون على موقع IMDb (الإنجليزية)
- سينثيا ستيفنسون على موقع ألو سيني (الفرنسية)
- سينثيا ستيفنسون على موقع أول موفي (الإنجليزية)
- سينثيا ستيفنسون على موقع قاعدة بيانات الأفلام السويدية (السويدية)
- سينثيا ستيفنسون على موقع إن إن دي بي (الإنجليزية)
- سينثيا ستيفنسون على موقع قاعدة بيانات الفيلم (الإنجليزية)
- سينثيا ستيفنسون على موقع كينوبويسك (الروسية)